# Dichaea histrio
Dichaea histrio är en orkidéart som beskrevs av Heinrich Gustav Reichenbach. Dichaea histrio ingår i släktet Dichaea och familjen orkidéer. Inga underarter finns listade i Catalogue of Life.